# Амфидромическая точка
Амфидроми́ческая точка (от греч. ἀμφί — вокруг и δρόμος — бег) — это точка в океане, где амплитуда приливной волны равна нулю. Высота прилива увеличивается с удалением от амфидромической точки. Иногда эти точки называют узлами приливов: приливная волна «обегает» эту точку вокруг по или против часовой стрелки. В этих точках сходятся котидальные линии.
Амфидромические точки возникают благодаря интерференции первичной приливной волны и её отражений от береговой линии и подводных препятствий. Вносит свой вклад и сила Кориолиса.

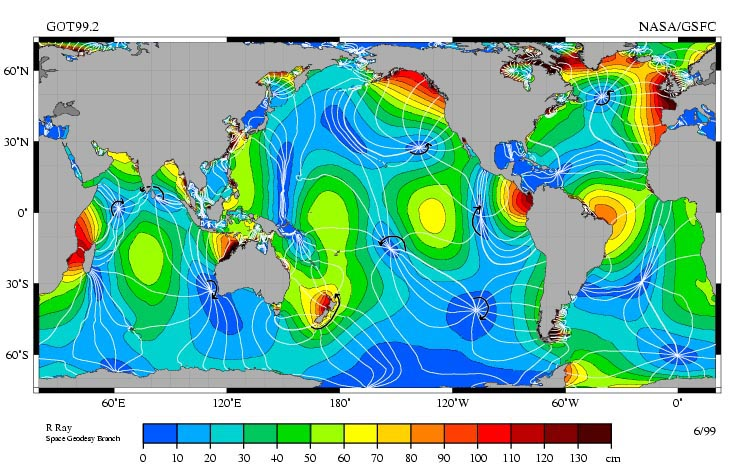
M_{2} прилив, высота прилива показана цветом. Белые линии — это котидальные линии с фазовым интервалом 30°. Амфидромические точки — тёмно-синие области, где сходятся белые линии. Стрелки вокруг этих точек показывают направление «обегания».

Например, амфидромические точки, обегаемые приливной волной по часовой стрелке, находятся:
- на севере Сейшельских островов;
- к востоку от Новой Гвинеи;
- на западе Галапагосских островов.

Амфидромические точки, обегаемые против часовой стрелки, находятся, например:
- около острова Шри-Ланка;
- к северу от Новой Гвинеи;
- около Таити.